# 達嚫
達嚫，简称嚫，亦作達親、噠嚫、達儭、達櫬、重嚫、供嚫、檀櫬、檀嚫、大嚫、大櫬、達嚫拏、特欹拏，意為財施，即施主佈施的財物。達嚫也可以指法施，意思是僧人回報佈施而為施主說法。達嚫一詞可在吠陀經典中找到。